# Pierre Louis Victor Lemoine
Victor Lemoine (Delme, Mosela; 21 de octubre de 1823 - Nancy, 11 de diciembre de 1911) fue un celebrado y prolífico mejorador floral francés quien, entre otros logros, creó muchas de las actuales variedades de lilas. Como resultado de sus logros, el término lila francesa ha llegado a significar para todos los cultivares de la lila común que tienen flores dobles, independientemente de su origen.
Lemoine era aborigen de Delme, Lorena, Francia, y descendía de una larga línea de jardineros y viveristas. Después de terminar la universidad, se dedicó varios años a viajar y trabajar en los principales establecimientos hortícolas de la época, sobre todo en la de Louis Van Houtte, en Gante, Bélgica.
En 1850, Lemoine se estableció con una empresa de floristería y jardinería en Nancy, Francia, y para 1852 la Revue Horticole menciona las portulaca de Lemoine de flores dobles. En 1854, Lemoine produjo la primera doble potentilla (Gloria de Nancy), y los primeros streptocarpus híbridos. Se trataba de la misma época que Lemoine se dedicó a las fuchsias e introdujo muchas variedades, incluyendo a la flor doble híbrida Solferino. Hacia 1862, ya había introducido la blanca Spiraea callosa, en 1866 su Hydrangea paniculata grandiflora y la primera y genuina flor doble zonal Pelargonium geranios (Gloria de Nancy), y en 1868 el primero de sus híbridos weigelas.
Las más grandes de sus creaciones, sin embargo, fueron, sin duda, sus lilas. A partir de 1870 Lemoine y sus descendientes (Émile Lemoine (1862-1942) y Henri Lemoine (1897-1982).) introdujeron más de 200 nuevas creaciones de cultivares de lilas. En 1876, creó los dobles híbridos franceses, y realizó la primera hibridación de lilas Hyacinthiflora. Sin embargo, su trabajo no fue de ninguna manera limitado a las lilas. Durante los últimos quince años de su vida, produjo excelentes nuevas variedades de astilbes, cannas, delphiniums, deutzias, gladiolus, heucheras, hydrangeas, pentstemons, peonías, y weigelas, así como esfuerzos más modestos en chrysanthemums, dahlias, loniceras, montbretias, phloxes, saxifragas, y spiraeas.
Era el suegro de Émile Coué.

## Adenda
El centenario de su muerte debe ser conmemorado en 2011 por la horticultura francesa. Lemoine es considerado por el mundo hortícola como el mayor introductor y mejorador de plantas hortícolas de todos los tiempos. Con sede en Nancy en 1849, después de trabajar en Alsacia, en Gante y Lille, poco a poco se convirtió en el maestro indiscutible de la horticultura de la hibridación.

## Algunas publicaciones
- victor Lemoine. 1880. Zoological pamphlets
- ------------------. 1878. Collected papers

## Premios y reconocimientos
Lemoine fue el primer extranjero en recibir la 'Medalla Victoriana de Horticultura, de la Royal Horticultural Society. He also received the George R. White Medal of Honor from the Massachusetts Horticultural Society.

## Eponimia
- (Berberidaceae) Berberis × lemoinei Ahrendt[3]
- (Bromeliaceae) Billbergia lemoinei Hort. ex Baker[4]
- (Caprifoliaceae) Diervilla lemoinei Hort. ex Lavallée[5]
- (Hydrangeaceae) Deutzia lemoinei Hort. ex Desjardin[6]
- (Hydrangeaceae) Philadelphus lemoinei Hort. ex Wien[7]
- (Iridaceae) Gladiolus × lemoinei Hort. ex Baker[8]
- (Orchidaceae) Cypripedium × lemoineanum Rchb.f.[9]
- (Paeoniaceae) Paeonia lemoinei Rehder[10]
- (Primulaceae) Dodecatheon × lemoinei Hort.[11]
- (Rosaceae) Spiraea × lemoinei Zabel[12]
- (Saxifragaceae) Astilbe × lemoinei Hort.[13]